# Йо (митология)
Вижте пояснителната страница за други значения на Йо.
Йо (или Ио̀) в гръцката митология е дъщеря на речния бог Инах и любовница на Зевс, която бяга от ревността на съпругата му Хера в Древен Египет. Във връзка с това е отъждествявана с египетската богиня Изида. По пътя си тя преминава през Босфора, който е наречен на нея (от гръцки – говежди брод).
Йо е персонаж от пиесата на Есхил „Прикованият Прометей“ и тази на която той казва, че неин потомък – след 20 поколения – ще се окаже по-силен от самия Зевс.

## Кравата Йо
Бащата на Ио – Инах – първоначално е смъртен човек, мъж на нимфата Мелия и основател на град Аргос. Когато забелязва похожденията на бог Зевс по отношение на дъщеря си, Инах не одобрява това и решава да му се противопостави. За наказание гръмовержецът изпраща срещу него една от ериниите, която толкова измъчва Инах, че той се самоубива, хвърляйки се в местната река, оттогава наречена на него, но става и нейно божество.
От своя страна Йо явно се поддава на увещанията на Зевс да му се отдаде. Веднъж, докато е с приятелките си насред полето, тя пак е посетена от него, но внезапно там се появява и Хера. Богът затулва от погледа ѝ любимата си, превръщайки се в тъмна мъгла, а когато тя се разсейва, на мястото на девойката се оказва една бяла юница, която е всъщност преобразената Ио. Хера се възползва от това и уговаря съпруга си да ѝ подари красивото добиче, преструвайки се, че не знае нищо за станалото по-рано. После нимфата е затворена в пещера, под охраната на многоокото чудовище Аргус. Успява да избяга с помощта на Хермес, който убива съществото и я освобождава, но Хера не се отказва да я изтезава и праща с тази цел да я преследва голям стършел. В резултат на това, кравата Йо дълго време странства по света. Първо на Север, достигайки т.нар. Кимерийски Босфор, после, заобикаляйки Черно море, тя стига Кавказ и попада на скалата, на която е окован Прометей. Той ѝ предсказва, че след време пак ще стане човек и от нейния род ще да произлезе най-великият герой на Гърция. Отново в земите на народа си, след като минава през Босфора (протока между Черно и Мраморно море), кравата преплава и Йонийско море и се отправя на Юг. Има и друг вариант на маршрута ѝ, който започва с Йонийско море и с дълго заобикаляне води към делтата на Нил, минавайки през земите на разни митични племена и през Етиопия и Финикия. Така лендата за Йо и нейните пътешествия пресъздава географията на света, както са си я представяли древните гърци.
Когато стига Египет (според митологията тази страна още не се нарича тогава така), тя ражда Епаф, предполагаемо – син на Зевс, но може би – на местния големец Телегон, за когото (пак в предишния си облик на жена) тя се омъжва и който в легендата е цар на страната, но по-вероятно е да е бил главатар на местните гърци-преселници. Според друга версия, Епаф се ражда още в Гърция – на остров Евбея. Освен това той е представян и като брат близнак на Короеса, майка на Бизант (в митологията – основател и епоним на Византион; в действителност градът е основан, като гръцка колония, значително по-късно от водач/ойкист на име Бюзас/Визас). Според легендата Короеса се ражда и живее приблизително на мястото на бъдещия град и е харесана от бог Посейдон, от когото именно ражда Бизант.
През елинистическата епоха на Ио е приписван повече антропоморфен (човешки), отколкото тотемичен (животински) образ и тенденцията е да бъде представяна, като вариант на богинята Астарта, с украшение, изобразяващо кравешки рога.

## Ио, като предшественица на Данаидите
Нейният правнук Данай се връща в Гърция, отначало за да отърве своите 50 дъщери (Данаидите) от нежелан брак с техните братовчеди (синовете на Египт). После скроява заговор, в резултат на който женитбите стават, но в първата брачна нощ всички младоженци, освен Линкей, по негово нареждане са убити от булките си. Единствената от тях, наречена Хипермнестра, която не спазва обещанието си към Данай, ражда впоследствие от мъжа си син, на име Абант, от когото произхожда Херкулес (Херакъл).